# Estas no son las noticias
Estas no son las noticias fue un programa de información satírica producido por la productora Globomedia para Cuatro, estrenado el 22 de septiembre de 2008. Nació tras la desaparición del late satírico Noche Hache y compartía parte del equipo y secciones de dicho programa. El programa comenzó sus emisiones de lunes a viernes a las 19:55 horas, pero fue trasladado a la madrugada de los jueves, donde se emitió a las 23:45, completando la "noche del humor" de la cadena (junto al, también extinto, Saturday Night Live. Resumía la actualidad diaria en clave de humor y fue presentado por Quequé y Ana Morgade. Además contaba con las secciones de Javier Coronas y David Broncano en plató y los reportajes de Marta Nebot, Anna Simon, Tania Llasera y D'Noe Lamiss. Anteriormente había contado con los colaboradores David Verdaguer y Dani Rovira, que dejaron de aparecer en el programa al finalizar el año 2008; y Dani Martínez y Falsarius Chef, que abandonaron el programa tras el cambio a emisión semanal. Finalmente, el programa terminó su primera temporada el 28 de mayo de 2009, con el bagaje de unos índices de audiencia bajos en su emisión diaria y unos buenos índices (aunque irregulares) en su emisión semanal. En septiembre de 2009 se planteó la vuelta del programa, como confirmó Ana Morgade, pero al final no se hizo realidad.

## Secciones
- Blanca y Negra: D'Noe y Anna Simon hacen encuestas en la calle sobre temas de actualidad. D'Noe hace encuestas en Madrid mientras Anna las hace en Barcelona.

- De cari a cari: D'Noe entrevista a políticos (con fragmentos de otras entrevistas) y gente famosa diciendo continuamente algunas de sus frases: "¿cómo te quedas?", "¿qué tal?"...

- De tripas corazón: Javier Coronas hace un repaso de las noticias más divertidas de los protagonistas del mundo del corazón.

- Esto no es una pregunta para usted: Marta Nebot recoge de los ciudadanos preguntas dirigidas a los políticos para posteriormente formulárselas a estos últimos.

- Estos no son los 40 principales: Cada semana Quequé y Ana Morgade analiza la música de un determinado cantante o grupo, emitiendo algunos de sus videoclips, pero subtitulados libremente.

- Las No-ticias: Quequé y Ana Morgade repasan cada día las noticias más curiosas, tanto nacionales como internacionales. En esta sección se incluye la mítica sección del desaparecido Noche Hache, Versión original subtitulada.

- No sabe, sí contesta: En esta sección las reporteras D'Noe y Marta Nebot realizan encuestas a pie de calle sobre diversos temas.

- Reportajes: Tania Llasera, Anna Simon, Marta Nebot y DNoe Lamiss traen cada semana un reportajes sobre algún tema de actualidad, tanto político, como deportivo y cultural.

- Tipos de interés : David Broncano analiza cada semana la forma de vestir, la música escuchada y la jerga de un grupo urbano determinado. En noviembre de 2008, debido a uno de estos análisis, se desataron las críticas de los fanes incondicionales de Tokio Hotel. En su etapa diaria, la sección recibía el nombre de Tribus Urbanas.

- A corazón abierto: Dani Martínez parodiaba a programas como ¿Dónde estás corazón? imitando a personajes famosos relacionados con el mundo del corazón. Desapareció con la marcha de Dani Martínez del programa.

- Bricozapping: era un zapping en el que parodiaban los programas de los distintos canales, Dani Martínez imita a personajes de diferentes programas de televisión ligándolo con la actualidad del día.

- Buscando Granjero Desesperadamente: Dani Martínez hacía un resumen sobre lo ocurrido en el programa Granjero busca esposa.

- Castiga a Broncano: Fue una "mini-sección" incluida dentro de la del Defensor de Cuatro, que surgió a raíz de la gran cantidad de críticas de los fanes de Tokio Hotel por la sección "Tribus Urbanas".

- Cocina para impostores: todos los viernes el cocinero del programa, Falsarius chef, enseñaba al público del programa cómo presentar un plato en apariencia muy preparado a partir de alimentos congelados y comida preparada, lo que él llamaba recetas farsantes. Es una parodia a Karlos Arguiñano.

- El defensor de cuatro: El humorista David Verdaguer se encargaba de comentar las críticas de los espectadores sobre el programa o sobre algún otro programa de la cadena intentando convencer a estos de la que la cadena es siempre la que tiene la razón. En su último programa emitido el 23 de diciembre de 2008, Verdaguer salió del croma para despedirse, no sin antes besar a Ana Morgade y despedirse del público.

- El lado humano: David Broncano hacia un resumen de las situaciones más cómicas ocurridas a los reporteros de los programas de actualidad.

- La agenda (De Piel): Todos los viernes Dani Martínez presentaba los estrenos de cine, las fiestas populares, o las recomendaciones de cine y libros de cada fin de semana. Incluye además, doblajes en clave de humor de tráileres de películas.

- Problemas Coronarios: Javier Coronas se encargaba de esta sección en la que se trataba de dar soluciones a problemas cotidianos.

- Red.es: Dani Rovira, enseñaba las páginas y vídeos más interesantes y curiosos de Internet.

- Teléfono rojo/QueQue Tienda QQT: Anna Simon recogía los anuncios de publicidad más curiosos que aparecen en los diferentes medios: televisión, radio, buzoneo, etc., y elegía uno cada semana para llamarles y comprobar en directo que no se trataba de publicidad engañosa.

- Whiskypedia: Todos los viernes Javier Coronas visitaba el programa para presentar la guía de ocio de cada fin de semana. Recientemente ha sido sustituida por la sección La Agenda (De Piel), que presenta Dani Martínez.